# Centruroides catemacoensis
Espèce
Centruroides catemacoensis est une espèce de scorpions de la famille des Buthidae.

## Distribution
Cette espèce est endémique du Veracruz au Mexique. Elle se rencontre dans la sierra de los Tuxtlas vers Catemaco.

## Description
Le mâle holotype mesure 46,6 mm, les mâles mesurent de 35,7 à 46,6 mm et les femelles de 29,6 à 33,1 mm.

## Étymologie
Son nom d'espèce, composé de catemaco et du suffixe latin -ensis, « qui vit dans, qui habite », lui a été donné en référence au lieu de sa découverte, Catemaco.

## Publication originale
- Goodman, Prendini, Francke & Esposito, 2021 : « Systematic Revision of the Arboreal Neotropical Thorellii Clade of Centruroides Marx, 1890, Bark Scorpions (Buthidae C.L. Koch, 1837) with Descriptions of Six New Species. » Bulletin of the American Museum of Natural History, no 452, p. 1-92 (texte intégral).